# Martini (koktejl)
Martini je koktejl složený z ginu a vermutu, avšak gin se může zaměnit s vodkou, pak se koktejl nazývá Vodkatini nebo Vodka Martini. Do nápoje se také přidává oliva na jehle, a to pro zvýraznění chuti.

## Obsah alkoholu
Martini se většinou skládá ze čtyř dílů ginu a jednoho dílu suchého vermutu (někdy 6 : 1). Takže obsah alkoholu nebude větší než 40 % (40 % má nejvíc samotný gin)[zdroj⁠?!].

## Recepty na koktejl

### Martini dry
Jedná se o suchý short drink užívaný jako aperitiv. 4 cl ginu, 2 cl vermutu dry promícháme v míchací sklenici s ledem a procedíme do koktejlové sklenky. Servírujeme s olivou nabodnutou na jehle.

### Martini extra dry
Jedná se o velmi silný short drink užívaný jako aperitiv. 5 cl ginu, 1 cl vermutu dry promícháme v míchací sklenici s ledem a procedíme do koktejlové sklenky. Servírujeme s olivou nabodnutou na jehle a lze přidat i citronovou kůru.

### Martini medium
Jedná se o polosuchý short drink. 4 cl ginu, 1 cl vermutu dry, 1 cl vermutu rosso promícháme v míchací sklenici s ledem a procedíme do koktejlové sklenky. Servírujeme s olivou nabodnutou na jehle a lze přidat i citronovou kůru.

### Martini sweet
Jedná se o sladký short drink užívaný jako aperitiv. 4 cl ginu, 2 cl vermutu rosso promícháme v míchací sklenici s ledem a procedíme do koktejlové sklenky. Servírujeme s koktejlovou třešní nabodnutou na jehle a lze přidat i citronovou kůru.

### Vodkatini
Jedná se o trpký short drink podobný martini. 4 cl vodky, 2 cl. vermutu dry promícháme v míchací sklenici s ledem a procedíme do koktejlové sklenky. Servírujeme s olivou nabodnutou na jehle.

## Vesper
Ve filmech s Jamesem Bondem často hlavní hrdina pije martini a svou objednávku koktejlu provází slovy „Protřepat, nemíchat!“. Originální recept na Bondův koktejl je popsán Ianem Flemingem v knize Casino Royale. Nápoj tvoří tři díly Gordona (druh ginu), jeden vodky a půl dílu Kina Lillet (francouzský druh vermutu). Vodka je preferována pálená z obilí místo z brambor. Po protřepání v šejkru a vychlazení je lehce napěněný servírován ve sklenici na šampaňské s dlouhým tenkým plátkem citronové kůry. Rozdíl mezi promícháním a protřepáním je mimo jiné ve vizuálním dojmu výsledného koktejlu. Pro tyto typy koktejlu je doporučováno promíchání, neboť protřepáním se zakalí a ztratí se jiskrná čirost. Je zřejmé, že Ian Fleming znal správný postup přípravy a právě speciálním požadavkem na protřepání ho odlišil. James Bond tento koktejl vynalezl sám a hodlal si jej nechat patentovat poté, kdy pro něj nalezne jméno. Po seznámení s Vesper Lyndovou koktejl nazval Vesper, jelikož dokonale koresponduje s onou nafialovělou hodinou, kdy se po celém světě, podle mínění Flemingova hrdiny, bude jeho koktejl pít.